# Albańczycy w Argentynie
Albańczycy w Argentynie – albańska mniejszość narodowa na terenie Argentyny licząca ok. 50 tysięcy osób w 2016 roku, w jej skład wchodzą również Arboresze.
Społeczność ta kultywuje albańską tradycję, jednak posługuje się głównie językiem hiszpańskim, co wskazuje na asymilację. Natomiast ludność arboreska w Argentynie wciąż używa dialektu arbaryjskiego.

## Historia
Fala imigracji Albańczyków do Argentyny trwała od lat 10. do lat 30. XX wieku; większość imigrantów pochodziła z Korczy i Gjirokastry oraz wyznawała prawosławie. Albańscy imigranci często wchodzili w związki małżeńskie z ludnością argentyńską. Imigranci nieposiadający w Argentynie rodziny byli przez rząd argentyński wysyłani do prowincji Río Negro bądź kierowani do pracy przy wycince drzew w prowincjach Misiones, Chaco lub Corrientes. Ich potomkowie zachowali albańską kulturę, jednak większość z nich nie nauczyła się mówić w języku albańskim.
W 1995 roku głównym ośrodkiem ludności albańskiej w Argentynie było miasto Buenos Aires, kilka albańskich rodzin mieszkało także w Rosario i w Córdobie.

## Albańskie organizacje w Argentynie
W Argentynie założono dwa patriotyczne stowarzyszenia: jedno z nich nazwano Shoqëria Patriotike Shqiptare, natomiast drugie zostało założone w 1955 roku przez arboreskich imigrantów pochodzących z Frascineto.